# شهرستان پونی (کانزاس)
شهرستان پونی، کانزاس (به انگلیسی: Pawnee County, Kansas) شهرستانی در ایالات متحده آمریکا است که در کانزاس واقع شده‌است.